# Aaron Acharon
Aaron-Acharon fue un rabino natural de Nicomedia, que vivió en el siglo XIV, por los años de 1346.

## Biografía
Era hijo de Elías y compuso diferentes obras muy estimadas de su secta, y algunos le atribuyeron un comentario sobre Isaias, pero la crítica moderna opina que esta obra es de un rabino caraita que vivió en el siglo XIII en Constantinopla llamado Aaron-Ariscón, docto intérprete de la ley, y que Aaron-Acharon, gran filósofo y entendido en la cábala, escribió un comentario sobre los profetas, sobre los salmos, y una orden de las oraciones según el rito de la sinagoga de los caraitas.

## Obras
- El árbol de la vida.- Es una obra de filosofía y teología, en que se exponen los fundamentos de su religión y la verdad de la ley mosaica, según las ideas de los caraitas
- El Jardín del Edén.- Es un libro de preceptos, obra que contiene en 15 tratados, todos los ritos y preceptos de los caraitas
- Corona de la ley.- Comentario literal pero difuso sobre el Pentateuco
- Guardián de la fe.- Libro que trata de los fundamentos de la ley, su principal obra.